# Diogo Gomes
Diogo Gomes (? – ca. 1502) fou un navegant i explorador portuguès del segle xv, que reclamà el descobriment de l'arxipèlag de Cap Verd, també reclamada per l'italià Antonio da Noli.

## Biografia
Diogo Gomes va servir a la cort de Portugal, al servei de l'infant Enric el Navegant, sent nomenat recaptador d'impostos reals el 1440. Va prendre part en diverses expedicions a la costa occidental d'Àfrica. Participà junt a Gil Eanes i Lançarote de Freitas en l'expedició militar de 1445 a la badia d'Arguin.
El 1456 navegà fins a la desembocadura del riu Geba, a l'actual Guinea Bissau, força més enllà del darrer indret conegut fins al moment pels portuguesos. De tornada s'aturà al riu Gàmbia, el qual remuntà fins a Cantor, un empori del comerç de l'or de Mali. Diogo Gomes fou el primer portuguès a negociar pacíficament amb els nadius de la zona, tot i que no el primer a estar a la zona, ja que Alvise Cadamosto havia navegat amb èxit per la costa de Senegàmbia el mateix any. De Cantor Gomes recollí informació sobre les mines d'or i les rutes comercials per l'Alt Senegal, Alt Níger, les ciutats de Kukia i Tombuctú i les rutes trans-saharianes fins a la costa marroquina.
El 1459 fou nomenat almoxarife a Sintra, càrrec que ostentà fins al 1479-1480. El 1462 feu un nou viatge a l'Àfrica, cap al riu Saloum, a Senegàmbia per tractar amb diversos pobles de la zona. Allà es trobà amb el capità genovès António de Noli, fent el viatge de tornada plegats. En aquest viatge ensopegaren amb les illes de Cap Verd, i Diogo Gomes afirma haver estat el primer a posar per a terra a l'illa de Santiago, tot i que Antonio de Noli fou el que s'emportà el reconeixement en arribar el primer a Lisboa i oferir l'illa al rei, que a canvi li assegurà la capitania de l'illa.
El príncep Enric morí el 1460. En tornar d'aquest viatge Diogo Gomes es va retirar de l'exploració activa, quedant al servei de Ferran de Portugal i d'Aragó. El 1463 va ser nomenat cavaller reial pel rei Alfons V de Portugal. En 1466 va obtenir una generosa pensió reial de 4.800 reals, a la qual s'adjunta funcions com a magistrat a Sintra.
La data de la seva mort és incerta. Alguns la situen el 1485, tot i que l'historiador Peter Russell suggereix que va viure com a mínim fins al 1499. Se sap que el 1502 era mort perquè la seva vídua va pagar una indulgència per a la seva ànima.

## Memòries
Va ser l'únic explorador del cercle d'Enric el Navegant que deixà testimoni de les seves pròpies navegacions. Les seves memòries foren transmeses oralment al cartògraf alemany Martin Behaim, que per aquell temps vivia a Portugal. Behaim redactà les notes en llatí amb el títol De prima inuentione Guinee [De la primera invenció de Guinea].